# Villa Borgogna
La Villa Borgogna è una residenza storica situata a Gressoney-Saint-Jean, nella via Ròfònò Waeg, in Valle d'Aosta.

## Storia
La villa venne eretta tra il 1906 e il 1910 secondo il progetto dell'architetto Carlo Nigra su commissione dei marchesi Borgogna. Frequentato in diverse occasioni dal Principe Umberto II di Savoia durante i suoi brevi soggiorni a Gressoney negli anni successivi alla scomparsa di sua nonna Margherita di Savoia, la proprietà venne poi ceduta all’Istituto Suore Figlie di Maria Ausiliatrice nel 1956. Nel febbraio 2021 l’intero edificio viene acquistato dalla famiglia Valfredi che, forte di un radicato legame affettivo con il territorio di Gressoney-Saint-Jean, progetta la realizzazione di un’attività ricettiva di nuova generazione.

## Descrizione

### Esterni
La villa, immersa in un vasto parco, presenta uno stile eclettico che è stato definito "vernacolare romantico-pittoresco". Le facciate sono caratterizzate da un basamento in pietra nei piani inferiori e da uno a falso graticcio (Fachwerkhaus) in quelli superiori. Il fabbricato situato su un’altura in posizione dominante rispetto al capoluogo (Zer Chilchu in titsch) di Gressoney-Saint-Jean. 
L’edificio, circondato da un ampio giardino, si sviluppa su tre piani fuori terra, un sottotetto e un piano seminterrato. La struttura a graticcio della facciata, l'imponente basamento in blocchi di pietra naturale a conci squadrati e la copertura a falde dalla forte verticalità conferiscono all’edificio la maestosità dello stile neomedievale.
L’ispirazione a stili architettonici d'oltralpe si legge infatti nelle intelaiature lignee disposte orizzontalmente, verticalmente e obliquamente, tecnica costruttiva tipica delle architetture del nord Europa. La porzione di edificio in pietra naturale è caratterizzata da aperture impreziosite da architravi in pietra bocciardata e da un gioco di conci squadrati alternati che definiscono le spalle delle finestre. Questa lavorazione è utilizzata anche per definire i diversi volumi che compongono il fabbricato. Una fascia marcapiano in pietra, posta all’altezza delle finestre del piano terra, lungo tutto il perimetro dell’edificio, funge da gocciolatoio. Tale elemento oltre ad avere funzioni decorative ha contribuito a mantenere in buono stato di conservazione nel tempo il sistema murario. 
I piani primo e secondo, rifiniti in legno e intonaco sono separati dalla zoccolatura in pietra sopra descritta da una fascia marcapiano in legno intarsiato. Particolari geometrie, create con un sapiente utilizzo di fasce lignee, scandiscono un ritmo decorativo in corrispondenza delle aperture e lasciano spazio a motivi ornamentali. Il tetto a falde, particolarmente spiovente, è realizzato con una struttura lignea rivestita con un manto di copertura metallico.

### Interni
La distribuzione interna vede al piano terra la presenza di ampi locali destinati a cucina e refettorio e zona servizi cui si affiancano i saloni di rappresentanza. Sono inoltre presenti i servizi igienici comuni.
Ai piani superiori invece si trovano gli alloggi con i relativi servizi. Negli spazi del sottotetto grandi travi portanti a vista creano giochi volumetrici che definiscono spazi per alloggi con relativi servizi.

## Galleria d'immagini

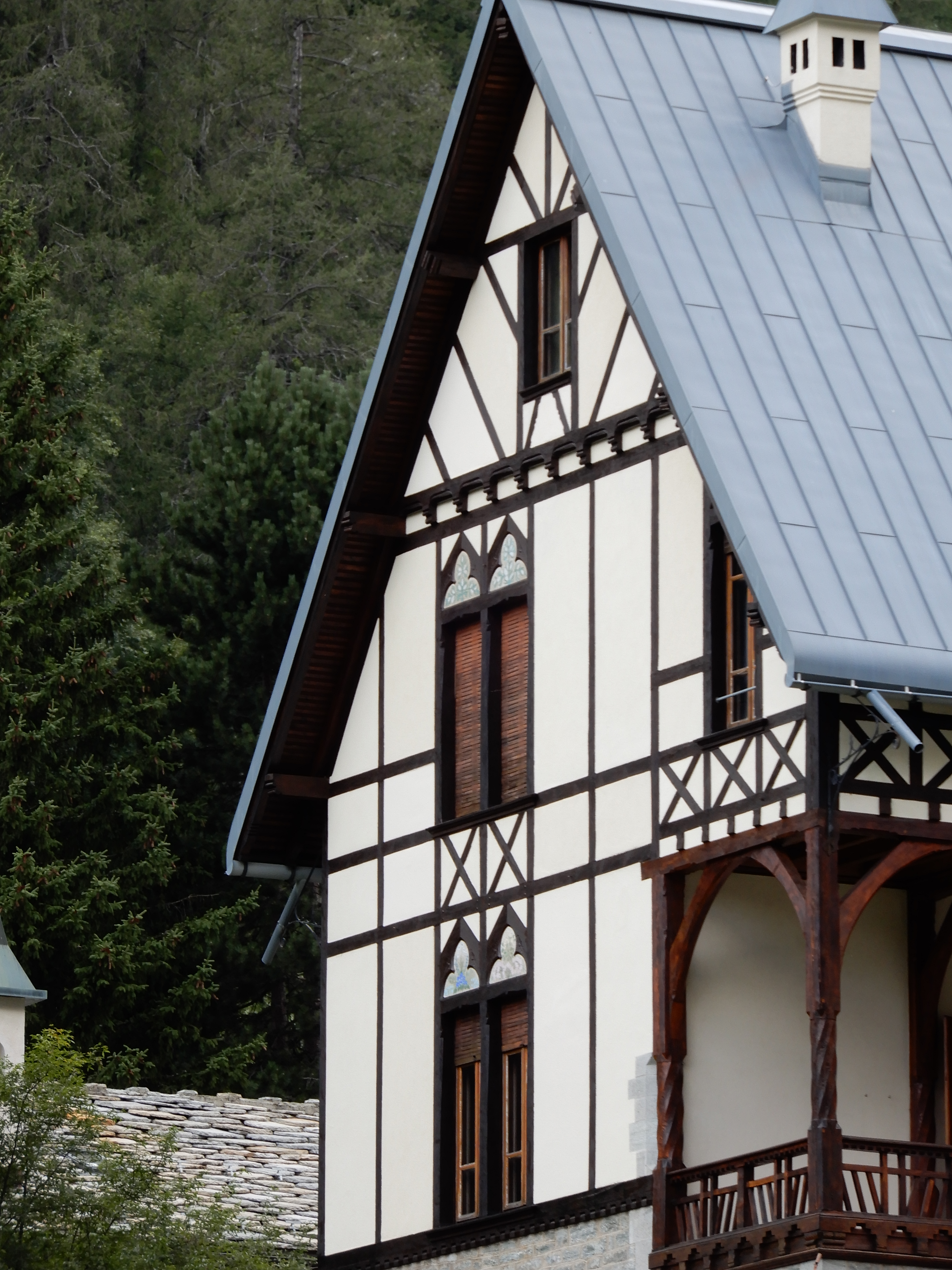
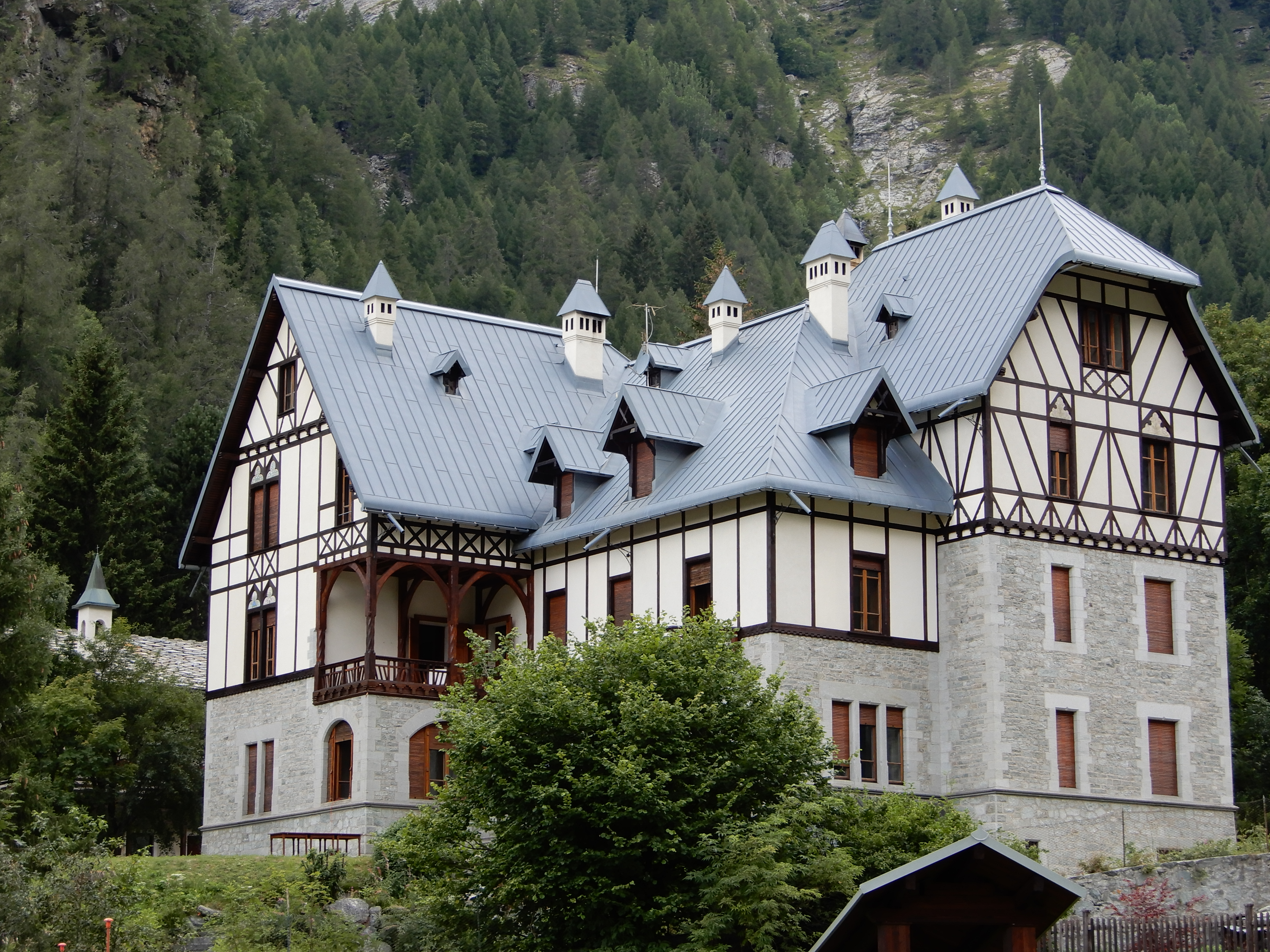
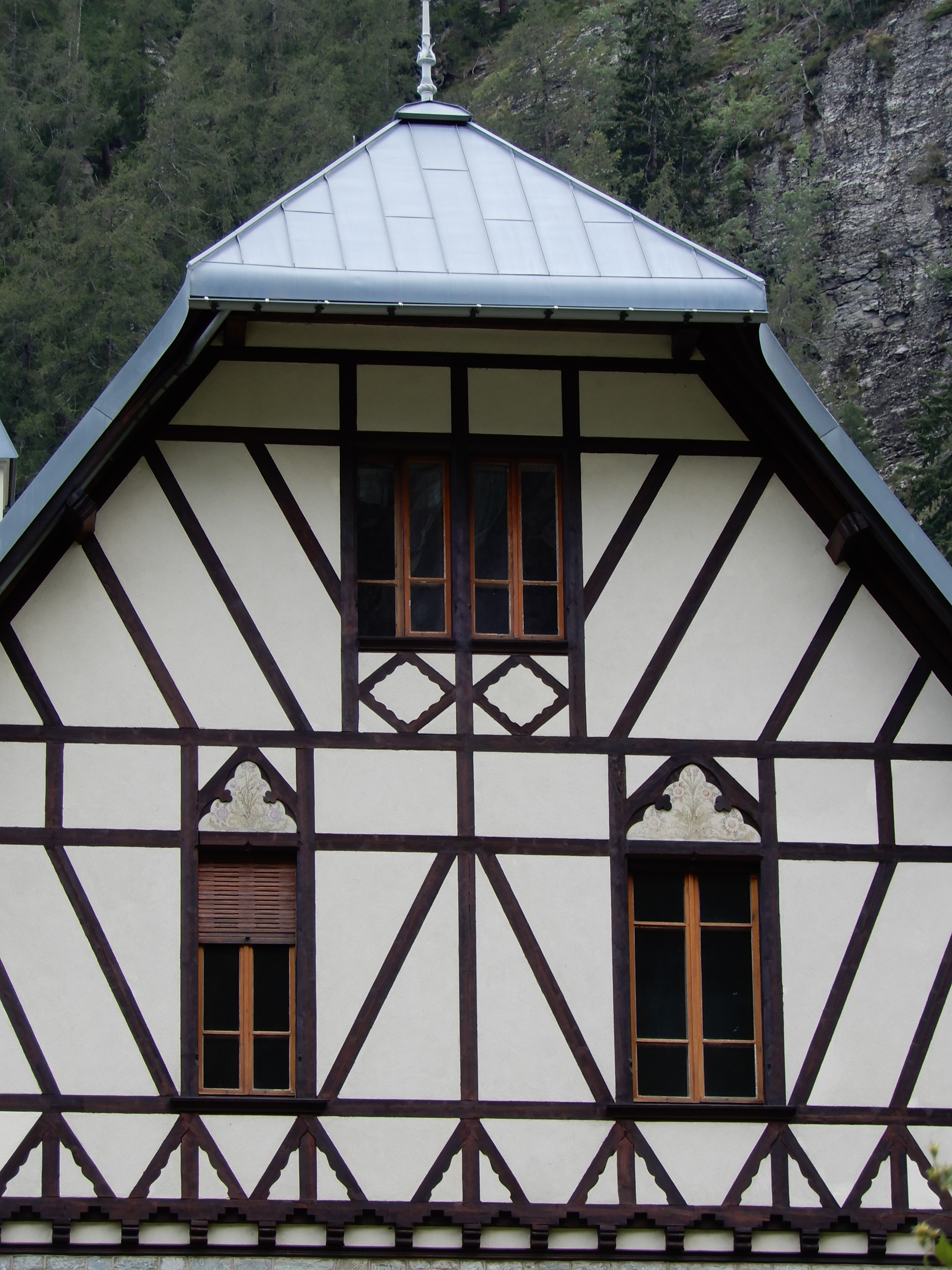